# Дубровай, Карл Карлович
Карл Карлович Дубровай (1888—1957) — советский и венгерский учёный венгерского происхождения, автор метода парофазного окислительного крекинга нефти.
Родился в 1888 г. в городе Нове-Замки (на тот момент Королевство Венгрии) в семье сельского учителя. По национальности венгр. Получил высшее техническое образование, работал инженером.
В 1914—1918 служил в австро-венгерской армии.
Участник революционного движения в Венгрии. В августе 1919 года после падения советской власти в Венгрии переехал в Чехословакию.
В 1921 г. был арестован за коммунистическую партийную работу. После освобождения из тюрьмы (1923) по решению руководства Чехословацкой компартии выехал в СССР.
Работал в Главном горном управлении и ВСНХ.
С 1934 года начальник лаборатории Института горючих ископаемых Академии наук СССР.
В 1934 г. совместно с А. Б. Шейманом предложил извлекать нефть методом её подземной газификации с созданием в пласте экзотермической окислительной реакции (метод окислительного крекинга, основанный на введении в зону реакции смеси паров нефтяного сырья с воздухом, крекинг Дубровай).
Также его лабораторией разработаны технологические процессы хлор-цинковой очистки бензинов, переработки сернистых видов нефтяного сырья.
В 1939 г. утверждён в учёной степени доктора технических наук без защиты диссертации.
В 1956 г. вернулся в Венгрию, где продолжил научную работу.
Умер 4 сентября 1957 г. в Будапеште.
Награждён орденом Ленина (1953).

## Сочинения
- Термический способ добычи нефти. Карл Карлович Дубровай, Александр Борисович Шейнман, Онти,НКТП СССР, Гос. объединённое научно-техническое издательство, Глав. ред. горнотопливной литературы, 1934 — Всего страниц: 95
- Окислительный крекинг с изложением новой теории о структуре углеводородных соединений. Карл Карлович Дубровай, Александр Борисович Шейнманн. Онти, НКТП СССР Главная редакция горно-топливной литературы, 1936 — Всего страниц: 393